# 廪君
廪君，古代传说是廪君蠻的始祖。相传是武落钟离山人，名务相。
巴郡、南郡古代有巴姓、樊姓、瞫姓、相姓、郑姓五姓，分布在今湖北省清江流域和重庆市一带。巴氏生于赤穴，其他四姓生于黑穴。五部无君长统领，相传五个姓氏约定，掷剑中石穴、乘坐土船能浮於水上之人，被尊奉为君长。巴氏子务相可以如此，成为五姓首领，号称廪君，并以廪君为族名。因不允许神女居住在盐阳。盐神变成飞虫掩住日光，天地一片黑暗。他射死盐神，天光大开。君临夷城，四姓都作为臣属。死后变成白虎，巴氏奉虎为始祖。又说，巴氏以虎为图腾。